# Remy LaCroix
Remy LaCroix (San Francisco, 26 juni 1988) is een Amerikaans pornoactrice.
LaCroix begon als danseres gespecialiseerd in vuurdans en acrobatiek. Ook hoelahoep maakte deel uit van het repertoire van haar voorstellingen. In december 2011 debuteerde ze in de industrie. In januari 2013 ontving ze voor het eerst twee nominaties bij de AVN en won ze de AVN Awards voor Best New Starlet. In 2016 kondigde ze aan te stoppen vanwege haar zwangerschap. In 2022 maakte ze haar rentree.

## Persoonlijk
LaCroix is moeder van twee kinderen.

## Gewonnen prijzen

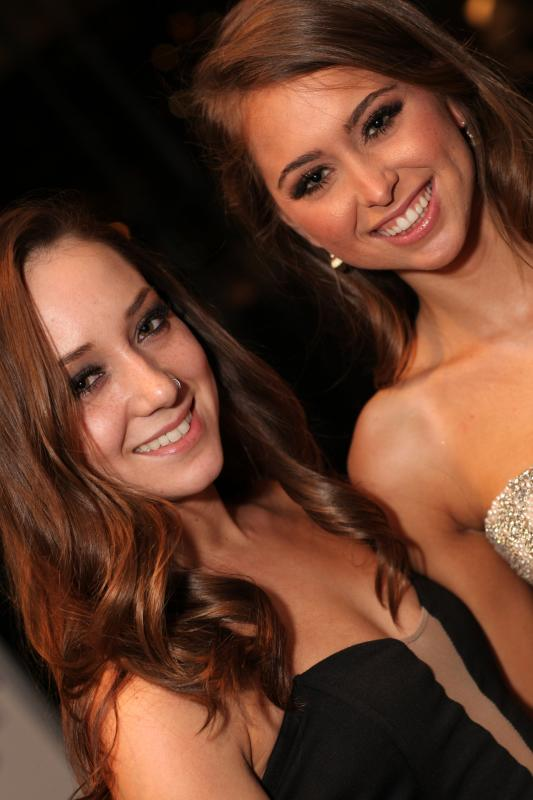
Remy LaCroix met Riley Reid (rechts) in 2013

- 2013: AVN Award - Best New Starlet
- 2013: AVN Award - Best Performance Remy
- 2013: XBIZ Award - beste actrice
- 2023: XBIZ Award - beste actrice Remy's Back With a Bang